# Hans Kauffmann (Kunsthistoriker)
Hans Kauffmann (* 30. März 1896 in Kiel; † 15. März 1983 in Bonn) war ein deutscher Kunsthistoriker.

## Leben
Kauffmann gehörte zur Gruppe um Cornelis Hofstede de Groot.
Hans Kauffmann, der 1919 in Kiel mit einer Dissertation über Rembrandts Bildgestaltung promoviert wurde und sich 1922 bei Adolph Goldschmidt in Berlin habilitierte, war von 1936 bis 1956 Ordentlicher Professor in Köln am kunstgeschichtlichen Lehrstuhl. 1938 wählte man ihn zum Dekan der Philosophischen Fakultät, 1955–56 zum Rektor der Universität zu Köln. Kauffmann wurde als erster Kunsthistoriker nach dem Zweiten Weltkrieg an die FU Berlin berufen, wo er von 1957 bis 1964 lehrte. Unter anderem waren Günther Binding, Matthias Winner, Detlef Heikamp und Martin Warnke seine Schüler.
Hans Kauffmann war der Sohn von Friedrich Kauffmann, Professor für Deutsche Philologie in Kiel. Sein Sohn Georg Kauffmann war ebenfalls Kunsthistoriker.

## Schriften (Auswahl)
- Rembrandts Bildgestaltung. Ein Beitrag zur Analyse seines Stils. Kohlhammer, Stuttgart 1922.
- Albrecht Dürers rhythmische Kunst. Seemann, Leipzig 1924 (Habilitationsschrift).
- Donatello. Eine Einführung in sein Bilden und Denken. Grote, Berlin 1935.
- Giovanni Lorenzo Bernini. Die figürlichen Kompositionen. Mann, Berlin 1970.
- Peter Paul Rubens. Bildgedanke und künstlerische Form. Aufsätze und Reden. Mann, Berlin 1976, ISBN 3-7861-4108-8.

Festschrift
- Wolfgang Braunfels (Hrsg.): Kunstgeschichtliche Studien für Hans Kauffmann zum 60. Geburtstag am 30. März 1956 überreicht von Freunden und Schülern. Mann, Berlin 1956.